# Flygsfors
Flygsfors – miejscowość (tätort) w Szwecji, w regionie administracyjnym (län) Kalmar, w gminie Nybro.
Według danych Szwedzkiego Urzędu Statystycznego liczba ludności wyniosła: 220 (31 grudnia 2015), 221 (31 grudnia 2018) i 233 (31 grudnia 2019).